# Franz-Josef Möllers
Franz-Josef Möllers (* 28. Juni 1946 in Hörstel-Riesenbeck) ist ein deutscher Landwirt und war von 1997 bis 2012 Präsident des Westfälisch-Lippischen Landwirtschaftsverbandes. Er war Vizepräsident des Deutschen Bauernverbandes (2006–2012) und führte die Warenhauptgenossenschaft Agravis (RCG) von 1993 bis 2012 und die WL-Bank in Münster von 1979 bis 2012 als Aufsichtsratsvorsitzender.
Möllers ist Landwirtschaftsmeister und staatlich geprüfter Landwirt. Er bewirtschaftet mit seinem Sohn Johannes einen landwirtschaftlichen Gemeinschaftsbetrieb (Ackerbau, Schweinemast) im Vollerwerb.

## Leben
Möllers übernahm früh ehrenamtliche Tätigkeiten: Von 1972 bis 1976 war er Vorsitzender des Ringes der Landjugend in Westfalen-Lippe und von 1979 bis 1994 Mitglied des Kreistages im Kreis Steinfurt. 1987–2006 war er Vorsitzender des Landwirtschaftlichen Kreisverbandes Steinfurt im WLV.
Im Jahr 1997 wurde Möllers zum Präsidenten des Westfälisch-Lippischen Landwirtschaftsverbandes gewählt und war bis 2012 im Amt. Heute ist er Ehrenpräsident des WLV. Von 2006 bis 2012 übte er außerdem das Amt des Vizepräsidenten des Deutschen Bauernverbandes (DBV) in Berlin aus. Als "Veredlungspräsident" war Möllers Vorsitzender des ständigen Ausschusses Schweinesektor (EU-Kommission) und des Bundesmarktverbandes Vieh und Fleisch. Zudem war er von 2003 bis 2012 QS Fachbeiratsvorsitzender Bereich Schwein. 2013 wurde er zum Sonderbotschafter des QS-Systems ernannt. In der Zeit von 1997 bis 2012 war Möllers Mitglied im Hauptausschuss der Landwirtschaftskammer NRW, von 1998 bis 2011 Vizepräsident des Deutschen Raiffeisenverbandes. 
Die Warenhauptgenossenschaft Agravis (RCG) führte Möllers als Aufsichtsratsvorsitzender von 1993 bis 2012. Bei den beiden Agrarverlagen DBV in Berlin und Landwirtschaftsverlag (LV) in Münster übte er den Aufsichtsratsvorsitz aus (2006–2015, bzw. 2001–2018). Auch bei den Tochterunternehmen des Landwirtschaftsverlags, der EGE in Berlin und der DMM in Münster/Hamburg stand er dem Aufsichtsrat vor.
Möllers war ab 1987 Mitglied und von 1996 bis 2012 Vorsitzender der Direktion der Stiftung Westfälische Landschaft in Münster. Von 2012 bis 2017 war er Vorsitzender des Kuratoriums der Stiftung des Landwirtschaftsverlags in Münster, von 2005 bis 2012 Vorsitzender der Stiftung Kulturlandschaft – WLV. Möllers ist Stifter des Landbaukulturpreises.
Neben seinem landwirtschaftlichen Engagement hatte Möllers auch im Bankenbereich einige Funktionen inne: Von 1979 bis 2012 war er Aufsichtsratsvorsitzender der WL-Bank in Münster, von 2001 bis 2012 Mitglied des Aufsichtsrats der WGZ in Düsseldorf und Verwaltungsratsmitglied der Landwirtschaftlichen Rentenbank in Frankfurt. 
Möllers gehörte zweimal der Bundesversammlung zur Wahl des Bundespräsidenten an.

## Ehrungen und Auszeichnungen
Möllers erhielt im Jahr 2018 das Bundesverdienstkreuz am Bande. Außerdem wurde er  mit der DBV-Medaille in Gold, der WLV-Medaille in Gold,  der Landwirtschaftskammer/NRW-Medaille in Gold und dem Doppelkopf in Gold von Raiffeisen / Schulze-Delitzsch ausgezeichnet.

## Privates
Franz-Josef Möllers ist verheiratet. Aus der Ehe gingen 3 Kinder hervor.